# Nuova strada ANAS 113
La Nuova strada ANAS 113 ex SS 16 (Variante Cerignola - Bari) (NSA 113) copre il primo tracciato della ex SS 16 che si snoda per una lunghezza di 6 km dall'attuale SS 16 nei pressi di Barletta, incrociando rispettivamente la ex SS 544, la ex SS 159 e dopo aver oltrepassato il fiume Ofanto, incrocia la SP 21 e la ex NSA 370 (Asta di Barletta Nord) proseguendo fino a via Foggia, all'ingresso dell'area urbana di Barletta. Il resto del tracciato della ex SS 16 è coperto da vie comunali, da Barletta fino a Bari Santo Spirito.

## Tracciato
| Nuova strada ANAS 113 Ex SS16 |                                      |       |           |                |
| Tipo                          | Indicazione                          | ↓km↓  | Provincia | Strada europea |
|                               | Barletta                             | 6,000 | BT        | -              |
|                               | Via Foggia                           | 6,000 | BT        | -              |
|                               | Foggia-Bari (ex NSA 370)             | 5,500 | BT        | -              |
|                               | per Canne della Battaglia            | 4,300 | BT        | -              |
|                               | Fiumara                              | 4,200 | BT        | -              |
|                               | Fiume Ofanto                         | 3,800 | BT        | -              |
|                               | per Margherita di Savoia-Manfredonia | 3,300 | BT        | -              |
|                               | per Trinitapoli                      | 2,600 | BT        | -              |
|                               | Bari                                 | 1,000 | BT        | -              |
|                               | Adriatica per Foggia                 | 0     | BT        | -              |